# Moto elèctrica

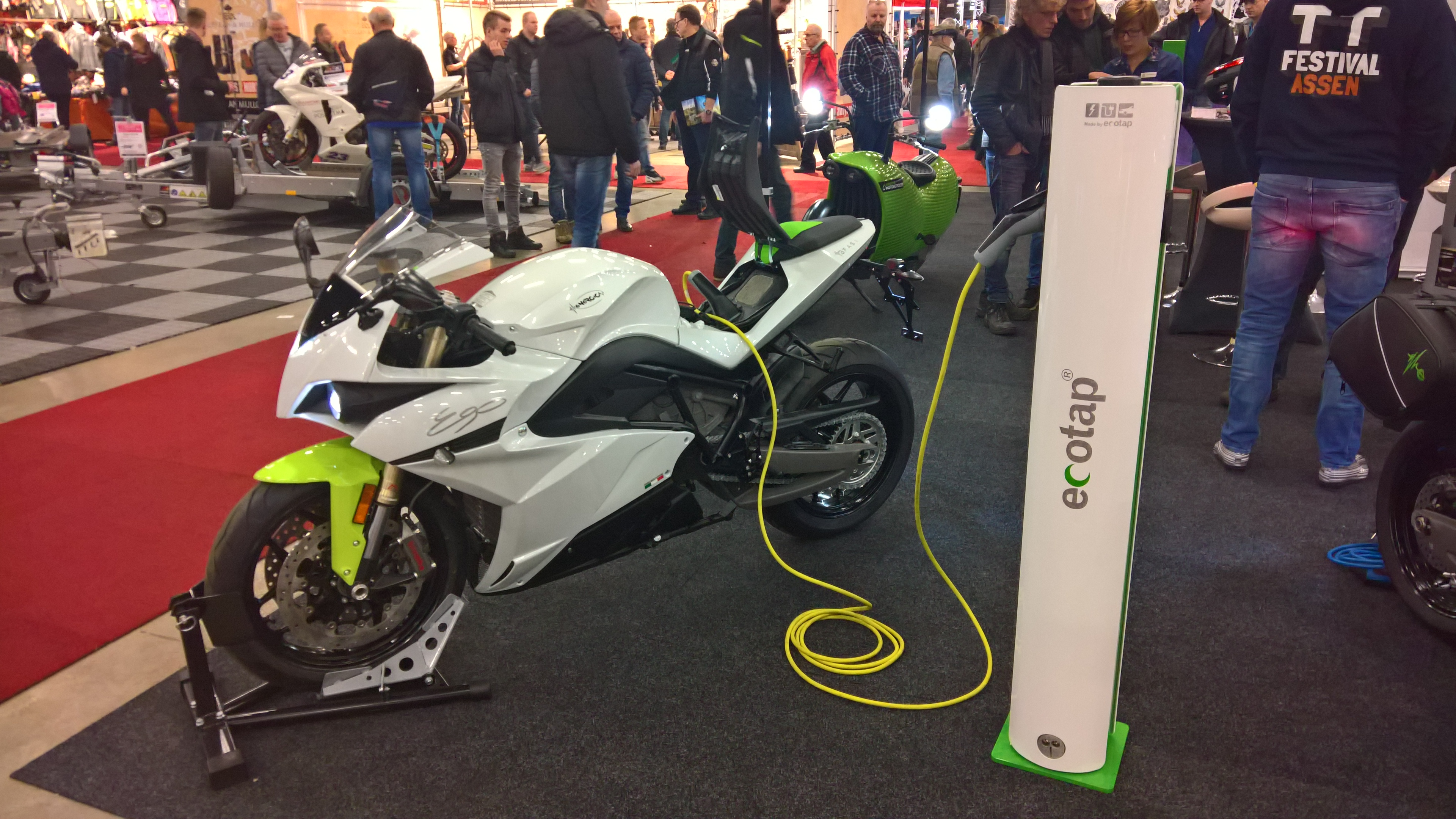
Moto elèctrica Energica Ego del 2018

Una moto elèctrica és un tipus de motocicleta que fa servir un motor elèctric com a mitjà de propulsió. Quan la motocicleta és del tipus escúter se sol anomenar escúter elèctric. Igual que l'automòbil elèctric, les motos elèctriques no produeixen contaminació atmosfèrica ni acústica durant l'ús.

## Història

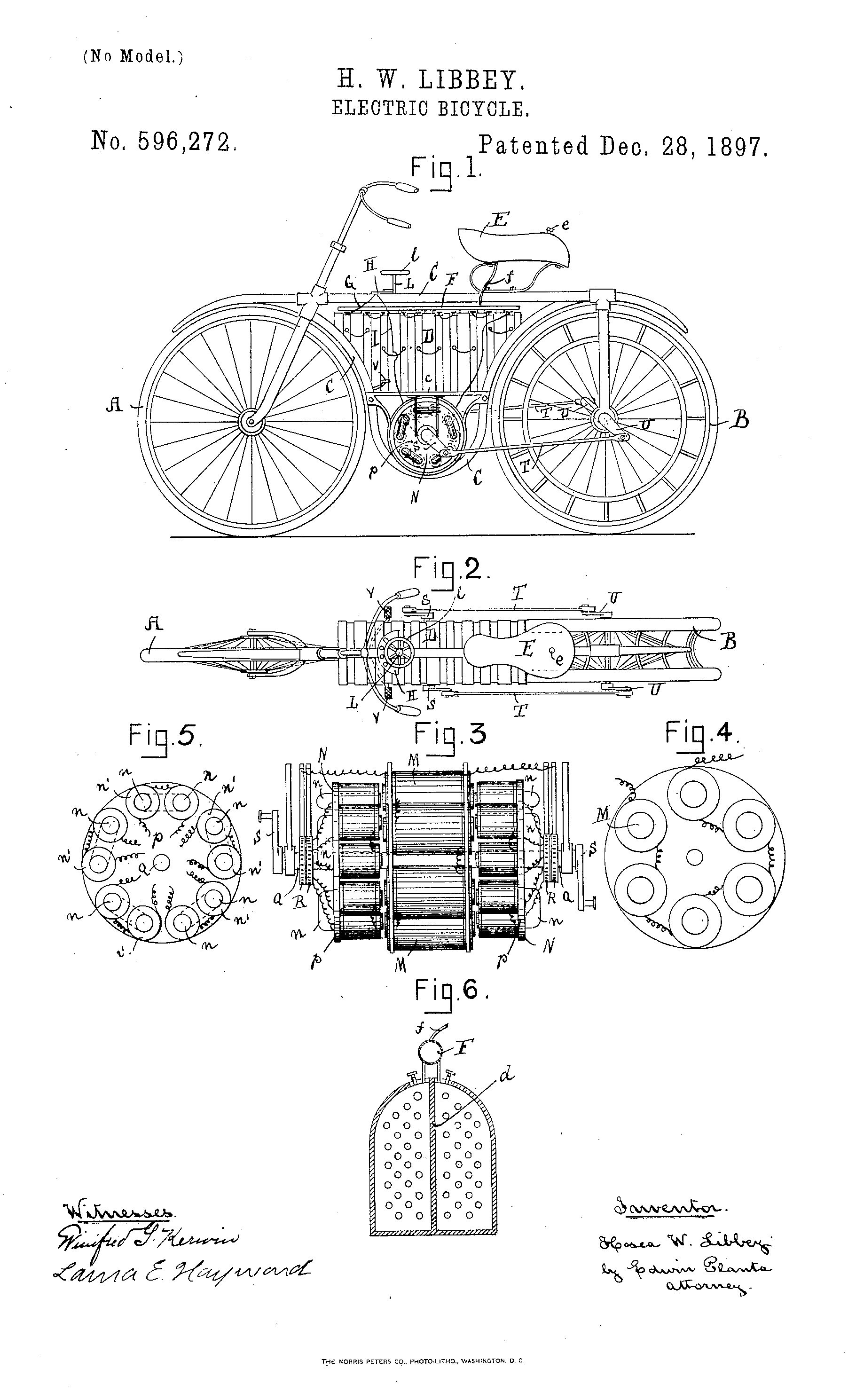
Patent d'una bicicleta elèctrica de 1897

Les primeres referències a motocicletes elèctriques en patents daten de finals de 1860. Segons un article aparegut a la revista Popular Mechanics, la primera moto elèctrica estava disponible el 1911.
El 1992, Roberto Eugenio Gentile presentà a la Fira dels Invents de Buenos Aires, Argentina, un "Vehicle Bicicle impulsat per Energia Elèctrica", capaç de desenvolupar 65 km/h amb una autonomia de 50 quilòmetres. Gentile va continuar la seva feina dins el camp del desenvolupament de motocicletes elèctriques i va obtenir una patent d'invenció argentina el 1996 i el reconeixement de l'ONUDI.
El 2007 va aparèixer l'A123 Killacycle, alimentada per una bateria d'ió liti, que aconseguí el rècord de 270 km/h en recórrer 400 metres en 7,824 segons a Phoenix, Arizona. Aquell any mateix, Axle Corporation planejava comercialitzar una versió mini-escúter de l'EV-X7, amb un preu aproximat de 2.100 dòlars.
El novembre de 2018, i dins el saló EICMA de Milà, es va presentar la primera Harley-Davidson elèctrica de la història. Anomenada LiveWire, se n'anuncià el llançament per a l'any 2019, amb un preu de partida al mercat espanyol de 33.700 euros. Comptava amb una autonomia en tràfic urbà estimada de 185 quilòmetres amb una sola càrrega, accelerava de 0 a 100 km/h en 3,5 segons i no requeria d'ús d'embragatge ni de canvi de marxes.

## Avantatges i inconvenients
Les motocicletes i escúters elèctrics augmenten la seva popularitat en la mesura en què augmenten els preus de la gasolina. La tecnologia de les bateries millora de forma contínua fent més pràctic aquest mitjà de transport.
- Avantatges del motor elèctric sobre el de gasolina: 
  - No produeix contaminació atmosfèrica
  - No produeix contaminació acústica
  - Els costos de combustible per al motor elèctric són aproximadament el 10% dels costos per al motor de gasolina
  - Es pot fer servir en interiors
  - No cal anar a la benzinera. Es poden recarregar al garatge.
  - Hi ha escúters a la venda per sota dels 400 euros.
  - Manteniment reduït i econòmic. Per exemple, no cal canviar-hi l'oli.

- Inconvenients: 
  - Les despeses inicials són majors que en la moto o escúter de gasolina equivalents
  - Menor autonomia abans de caldre recarregar bateries (com al cas del camió elèctric)
  - Major temps de recàrrega
  - Pocs endolls elèctrics instal·lats en carrers o carreteres

## Fonts d'energia

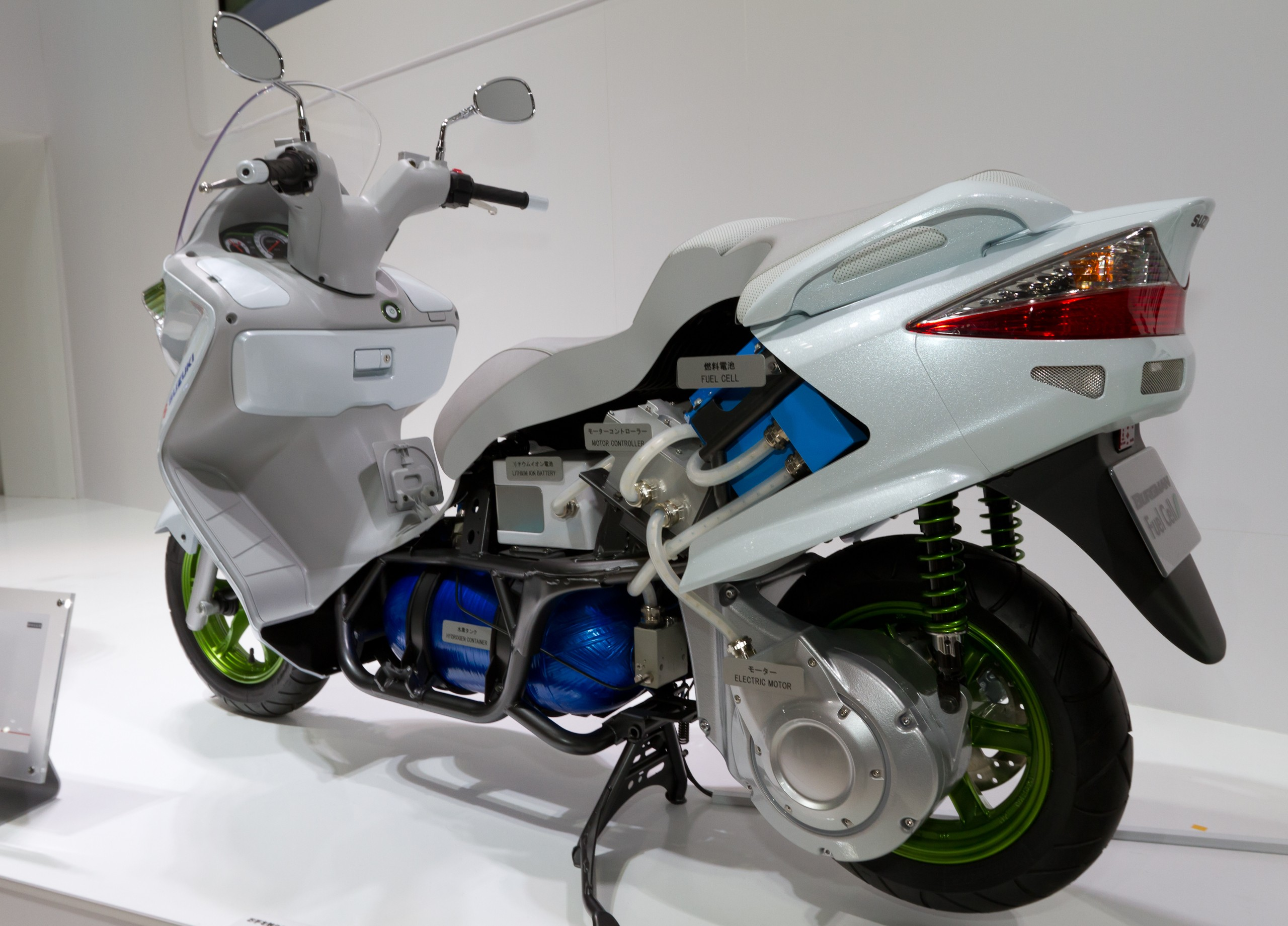
Prototip de Suzuki Burgman amb pila de combustible (2011)

## Galeria d'imatges

Exemples de motos elèctriques
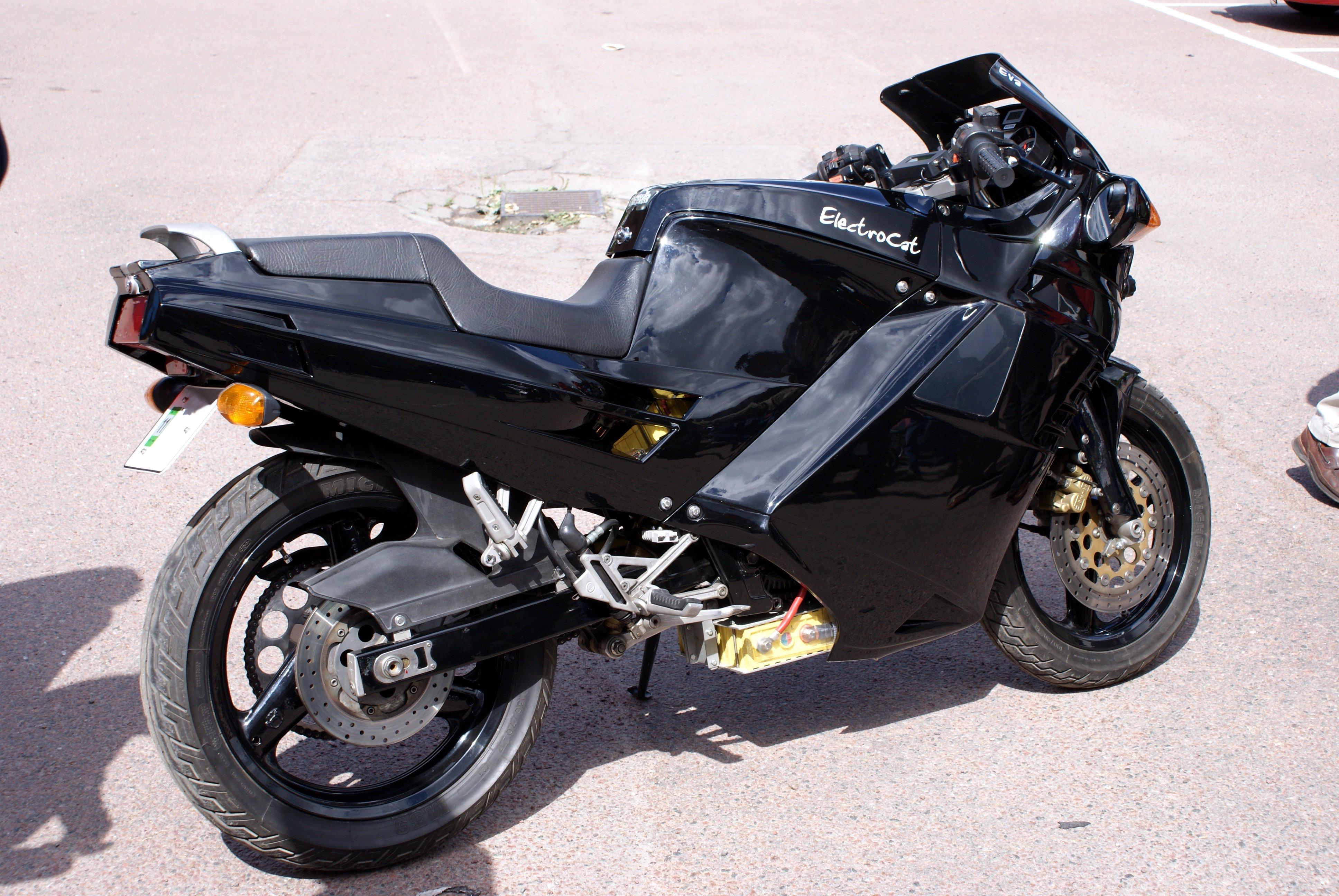
Una Cagiva Freccia C12R amb motor Electrocat (2008)
Brammo Enertia (2010)
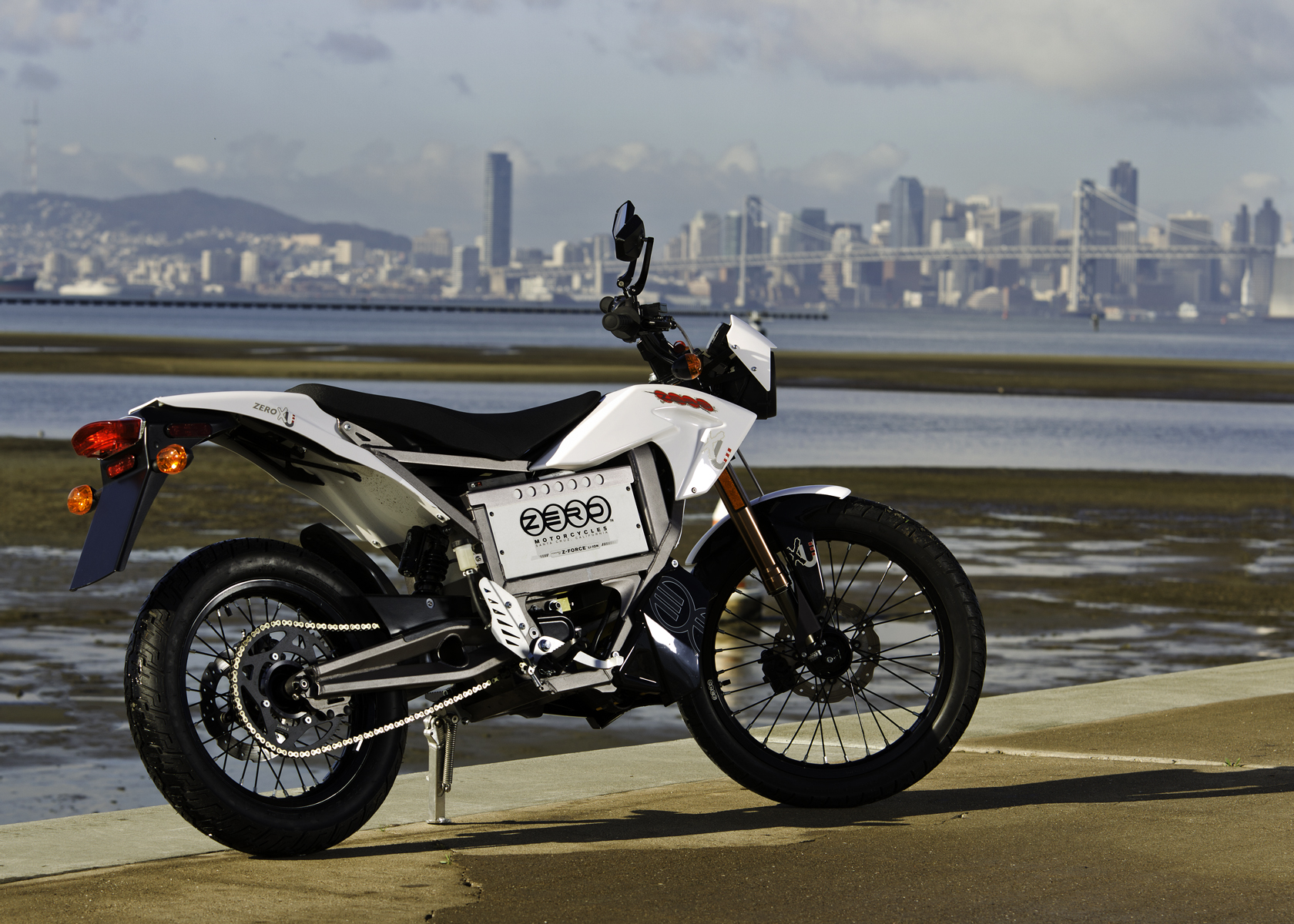
Zero XU (2011)
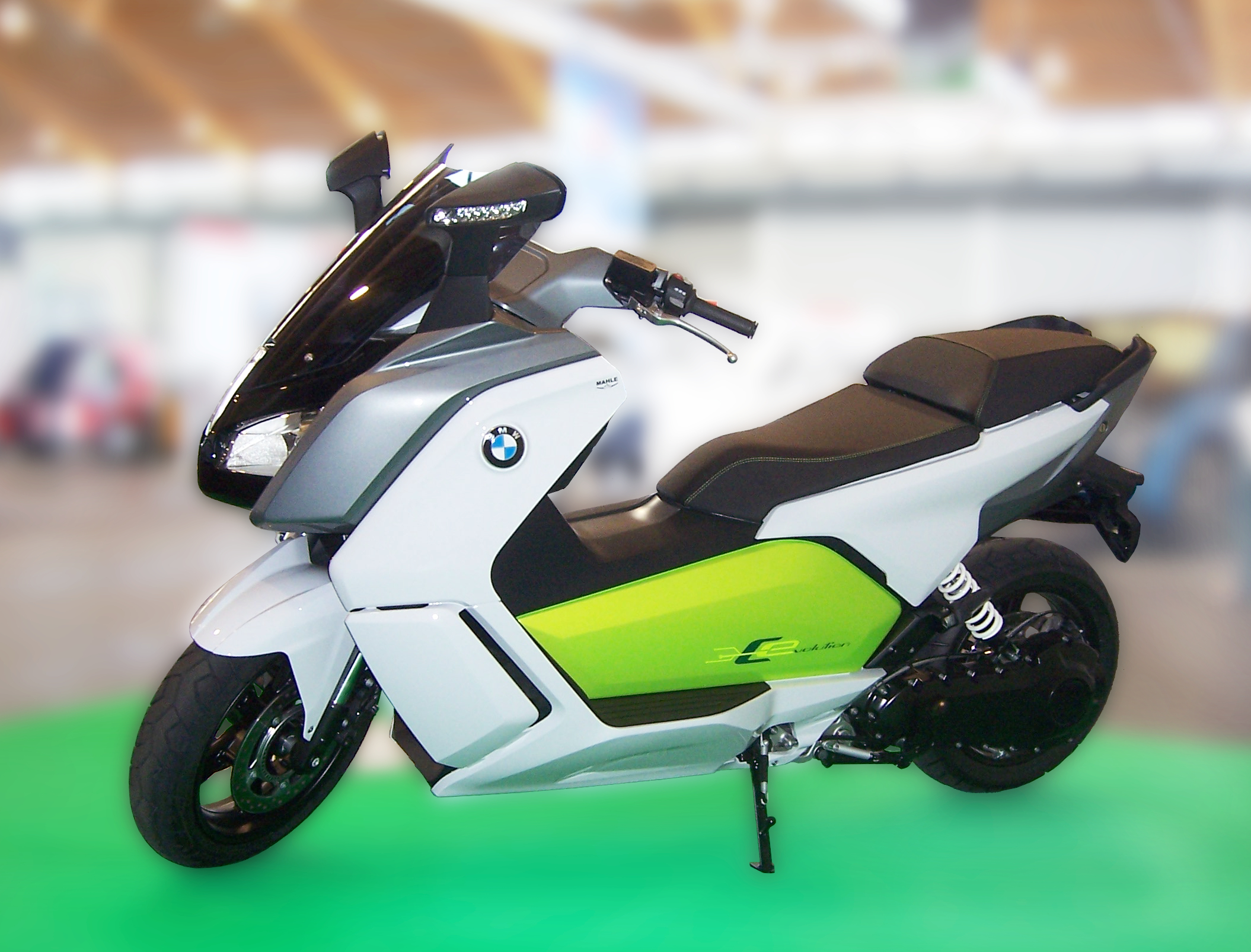
BMW C Evolution (2014)
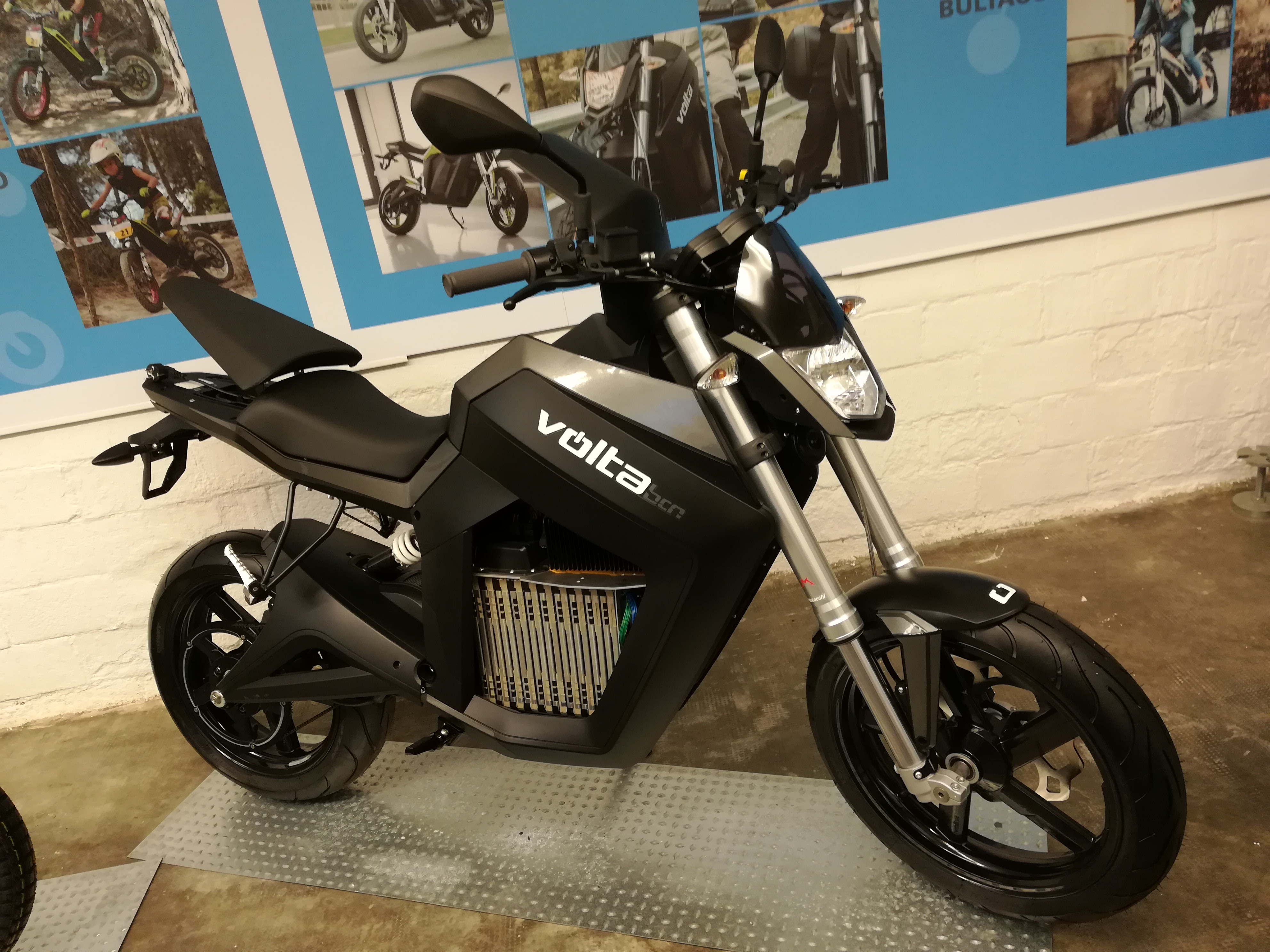
BCN City (2016)
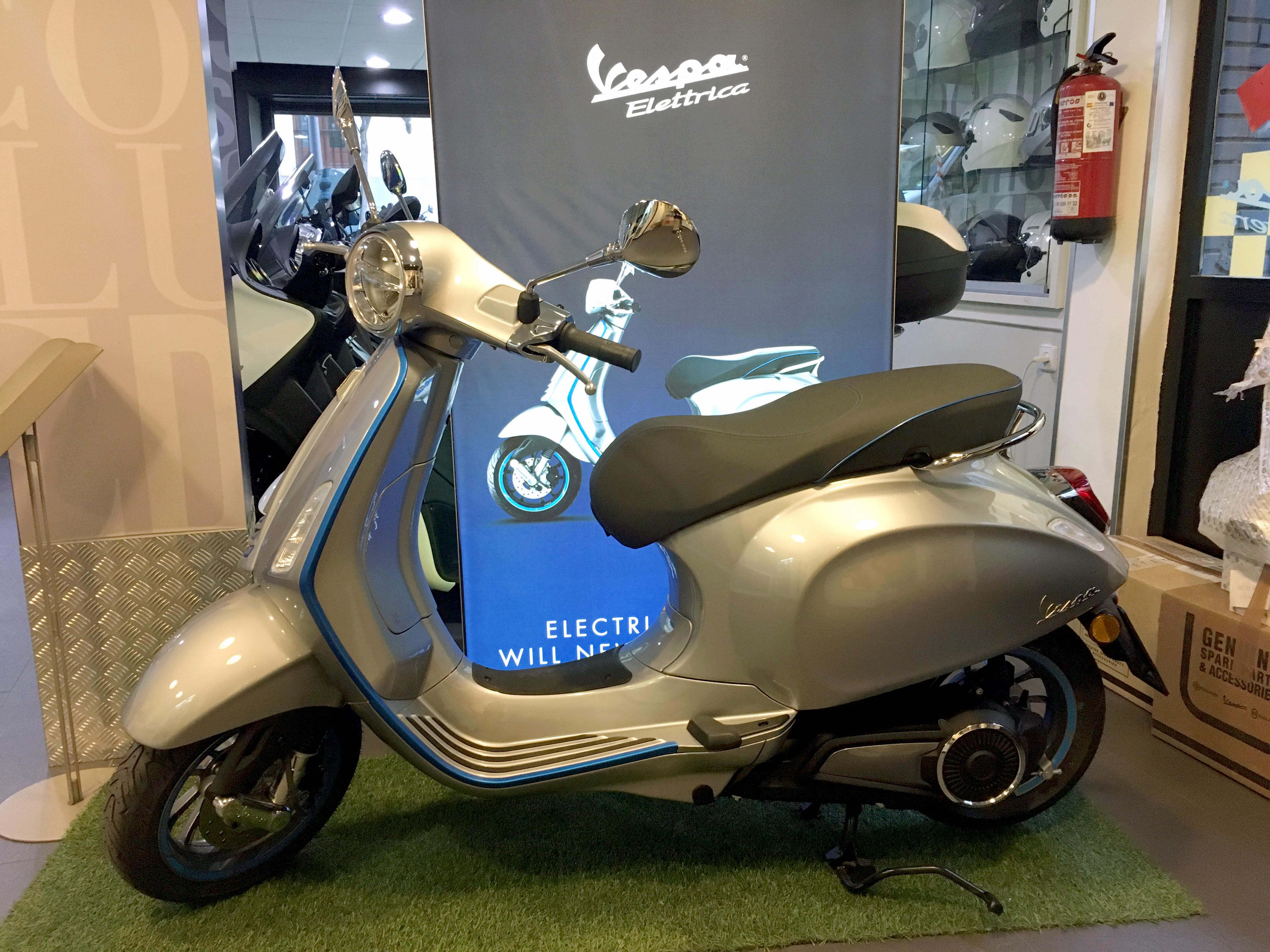
Elettrica (2019)